# John Willys
John North Willys (25 de octubre de 1873-26 de agosto de 1935) fue un pionero del automóvil y diplomático estadounidense. Su apellido dio nombre a la empresa Willys-Overland Motors, que unos años después se convertiría en el fabricante de los famosos vehículos todoterreno Jeep. 

## Semblanza
Willys comenzó en su juventud vendiendo bicicletas en su ciudad natal de Canandaigua, en el estado de Nueva York, y en poco tiempo hizo crecer su negocio hasta el punto en que también fabricaba sus propias bicicletas. En 1897 se casó con Isabel Van Wie y poco después abrió un concesionario de automóviles en Elmira (Nueva York). Allí vendió vehículos de la marca Overland con mucho éxito. Por problemas de entrega con el fabricante de coches de Indianápolis, compró el negocio en 1907. Demostró ser un astuto hombre de negocios y logró que la compañía volviera a repetir sus primeros éxitos. En 1909 compró la Marion Motor Car Company de Indianápolis y unos años más tarde trasladó todas sus operaciones a una fábrica que había comprado a la quebrada Pope Motor Car Co. de Toledo.
Después de cambiar el nombre de su empresa a Willys-Overland Motor Company en 1912, John Willys compró Edwards Motor Co. de New York al año siguiente y obtuvo la licencia para fabricar motores con válvulas de camisa bajo las patentes de Charles Yale Knight. Tuvo éxito, y su empresa se convirtió en el segundo mayor fabricante de automóviles de EE. UU. (después de Ford Motor Company). En 1915 construyó una sede de siete plantas en Toledo (Ohio), la más moderna de la época. Antes del final de la década, un tercio de todos los trabajadores de Toledo estaban empleados por Willys-Overland o por uno de los muchos pequeños subcontratistas. Su imperio automovilístico ofrecía a los clientes automóviles Overland, Willys y Willys-Knight; cada marca tenía su propio concepto de motor y su propio rango de precios. El holding compró la Moline Plow Company de Moline (Illinois) en 1918, una empresa que fabricaba maquinaria agrícola, tractores de la marca Moline Universal y automóviles de la marca Stephens. Al año siguiente, Willys también ganó influencia en la empresa Duesenberg, principalmente para comprar la fábrica de los hermanos Duesenberg en Elizabeth (Nueva Jersey) donde quería fabricar su nuevo automóvil con motor de seis cilindros. En 1920 adquirió otro fabricante de automóviles y motores, Root & Vandervoort Engineering Company en East Moline, que también era licenciatario de Knight. Esta empresa estaba afiliada a Moline Plough.
Las crecientes dificultades con los trabajadores de la fábrica Willys Overland en Toledo culminaron en una huelga salvaje en 1919, que cerró la fábrica durante meses. Willys contrató al vicepresidente de General Motors, Walter Chrysler, para administrar la planta de Willys Overland y le pagó lo que entonces era un inmenso salario anual de un millón de dólares. Pero Chrysler trató de obligar a John Willys a abandonar su empresa con una oferta pública de adquisición que, sin embargo, fracasó debido a las objeciones de los accionistas. Chrysler luego dejó la empresa en 1921 y fundó su propia empresa.
Si bien las empresas de John Willys eran muy rentables, también estaban muy endeudadas, ya que las adquiría o las ampliaba con préstamos masivos. En 1921 sus nerviosos banqueros lo obligaron a consolidar sus negocios para limitar sus riesgos. Con el fin de recaudar dinero para pagar las deudas, la fábrica de Willys Overland en Nueva Jersey fue subastada, pasando a manos de William C. Durant. También se vendieron la "New Process Gear Company" de Willys en Syracuse y la "Moline Plough Company" y sus subsidiarias.
Con sus deudas nuevamente bajo control, Willys volvió a expandirse y en 1925 compró la F. B. Stearns Company en Cleveland, que fabricaba automóviles de lujo. En 1926, Willys introdujo la marca Whippet, vendida en EE. UU., en Canadá y en Australia.
John Willys era un hombre de negocios respetado y un apasionado partidario del partido republicano, por lo que representó a Ohio en la Convención Nacional Republicana de 1916. Después de la elección de Herbert Hoover como presidente, Willys fue nombrado embajador en Polonia en marzo de 1930, cargo que ocupó hasta mayo de 1932. Hoover originalmente nombró para el puesto a Alexander Pollock Moore, pero murió antes de que pudiera tomar posesión del cargo.
La Gran Depresión de la década de 1930 obligó a muchos fabricantes de automóviles a cerrar sus puertas y las empresas de Willys también entraron en concurso en 1933. Al año siguiente, John Willys y su esposa Isabel Van Wie se divorciaron tras 37 años de matrimonio; Willys pronto se volvió a casar pero murió de un infarto en su casa del Bronx en 1935.
John North Willys está enterrado en el cementerio de Kensico, en la localidad de Valhalla (Nueva York).